# 樸文路球場
樸文路球場（英語：Portman Road）是位於英格蘭薩福克郡城鎮伊普斯威奇的足球體育場。自1884年以來，葉士域治足球會一直以其作為球隊的主場。不少英格蘭青年級別的國際賽亦曾在這裡舉辦過，在2003年亦舉辦過一場由英格蘭對克羅地亞的國際級別友賽。球場亦曾經是其他體育活動的舉行地點，其中包括體育會議和國際曲棍球賽事。2000年代初，球場進行大規模的重建，將座位數量從22,600增加至30,311，成為東安格利亞容量最大的球場。按照泰勒報告的建議，球場的四個看台都被改建成全座位形式。此外，球場內設有會議和宴會場地—波比·笠臣爵士套房（Sir Bobby Robson Suite）、傳奇酒吧（Legends Bar），以及售賣有關葉士域治足球會商品的店鋪。

## 歷史
在1878至1884年間，葉士域治曾經以鎮上的布魯姆希爾（Broom Hill）和布魯克會館（Brook's Hall）作為他們的主場，其後在1884年，球會開始以樸文路球場作為它們的主場。自1855年起，球場在夏天時便搖身一變成為東薩福克郡木球會 （East Suffolk Cricket Club）的木球場。木球會在球場內興建了一座涼亭，這是球場內的首座建築物。十一年後，球場才逐漸有愈來愈多的建設，1890年，葉士域治成為其中一支使用球網的隊伍。當時，葉士域治仍然是一支隸屬於薩福克郡足球協會的業餘球隊，球會在1892年於主場迎來首支職業球隊—普雷斯頓。六年後，球場再度有職業球隊造訪，這次是阿士東維拉，由於反應熱烈，需要臨時搭建看台，以容納5,000名觀眾。1901年，丘奇曼斯兄弟的煙草加工廠在球場的南邊建成，後來丘奇曼斯成為南方看台的同義詞，直至21世紀初為止。
1906年，樸文路球場首個正式看台終於建成，這個木製建築被暱稱為養雞場（Chicken Run）。養雞場在1971年被出售予當地的沙地摩托車隊伊普斯維奇女巫，並安置在福克斯豪爾體育場。1914年，球場在第一次世界大戰期間被英國陸軍徵召成為訓練營。球會失去球場控制權達兩年，直至戰爭結束和利用重型機械修復球場的損壞部分後才得以恢複。

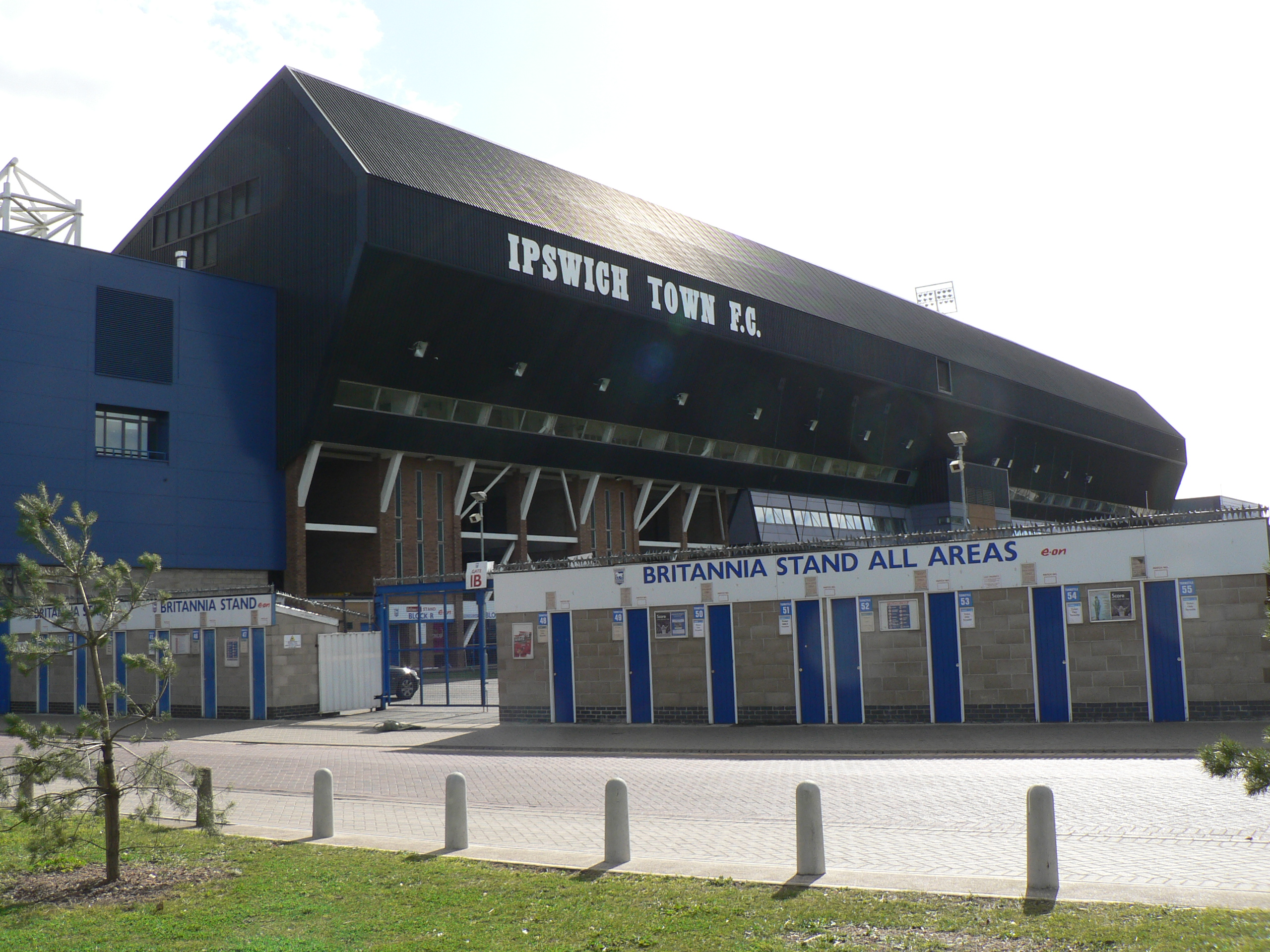
東英格蘭合作看台，曾經稱為不列顛尼亞看台、先鋒看台（Pioneer Stand）和西看台（West Stand），看台下方的是閘機。

在1920年代期間，樸文路球場曾經短暫舉辦過惠彭狗賽事，來增加收入，其後一個小看台在球場西邊建成。球會在1936年職業化後，木球會被逼搬遷，擴建工作亦隨即展開，在球場的北方興建第一排露天階梯看台。翌年，球會從阿仙奴購買類似的看台並安裝在南面的「丘奇曼斯看台」。1938年8月27日，首次在球場舉行的英格蘭足球聯賽是以4-2的比分擊敗南部第三組別球會修安聯的賽事，觀眾人數超過19,000人。
葉士域治球迷會曾經資助改善樸文路球場的設施，例如花費3,000英鎊於球場安裝混凝土露天階梯看臺來取代原本的木製露天階梯看臺，在1954年也花費3,000英鎊將北看台的座位改建成梯狀，將球場的座位數目擴大至約29,000。1957年，球迷會集資30,500英鎊來資助興建西看台，將球場的座位數目擴大至31,000。兩年後，球迷會也資助15,000英鎊在球場安裝泛光燈。1960年2月，在葉士域治友賽對阿仙奴的賽事前，時任球會會長布蘭奇·科博爾德女士按動泛光燈的開關，讓球場得以首次在燈光下舉行賽事。
1962年，安格利亞電視台為了《每週最佳賽事》而來到樸文路球場，這是球場首次在電視熒光幕前出現，六年後，在英國廣播公司於球場直播賽事前，《當日球賽》率先到球場見證對伯明翰的聯賽賽事。

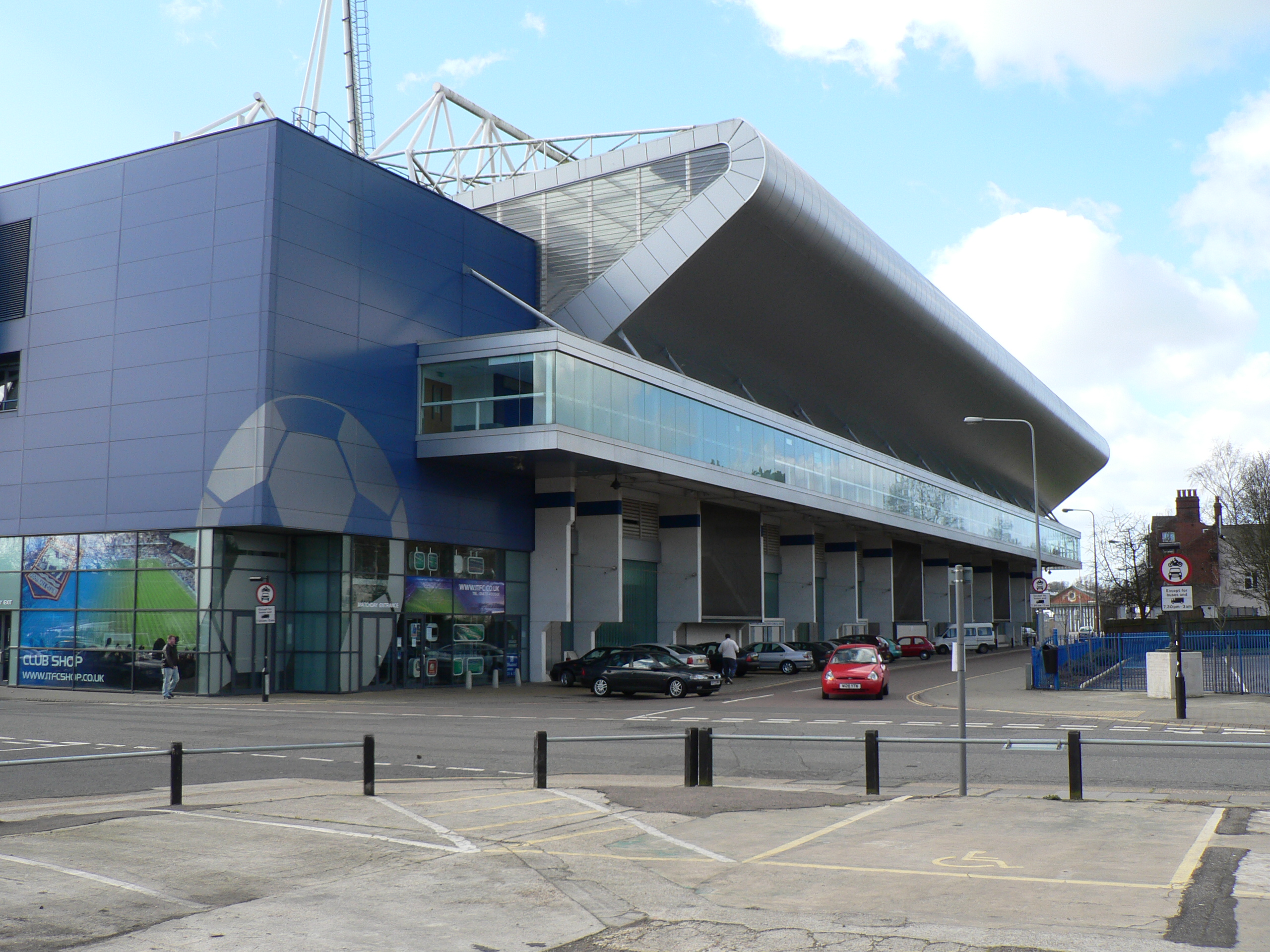
波比·笠臣爵士看台及球會商店

其後，樸文路球場繼續擴建，在1963年於北看台加蓋頂部及將座位數目擴至31,500。更衣室在1965年建成，而全新的閘機則在兩年後引入，其中包括在丘奇曼斯看台只供青年進入的入口。1968年，球會同意向球場業主伊普斯威奇鎮議會（Ipswich Borough Council）租借球場99年。
1971年，兩層式的樸文看台在球場東面建成，並取代原本的露天階梯看台，額外提供3,500個座位，使座位數目至大約37,000。同年，廣告開始出現在球場附近，接著的一年樸文看台下開設了中點餐廳（Centre Spot restaurant）。1974年，樸文看台再度加建座位，促使球場在緊接的一年於足總盃對列斯聯的賽事中錄得38,010人的破紀錄入場人數。隨著在1978年奪得足總盃後，球會在樸文看台前特設24個行政包廂。1975年，由於運動場安全法案的規定（Safety of Sports Ground Act），球場座位數量降至34,600。

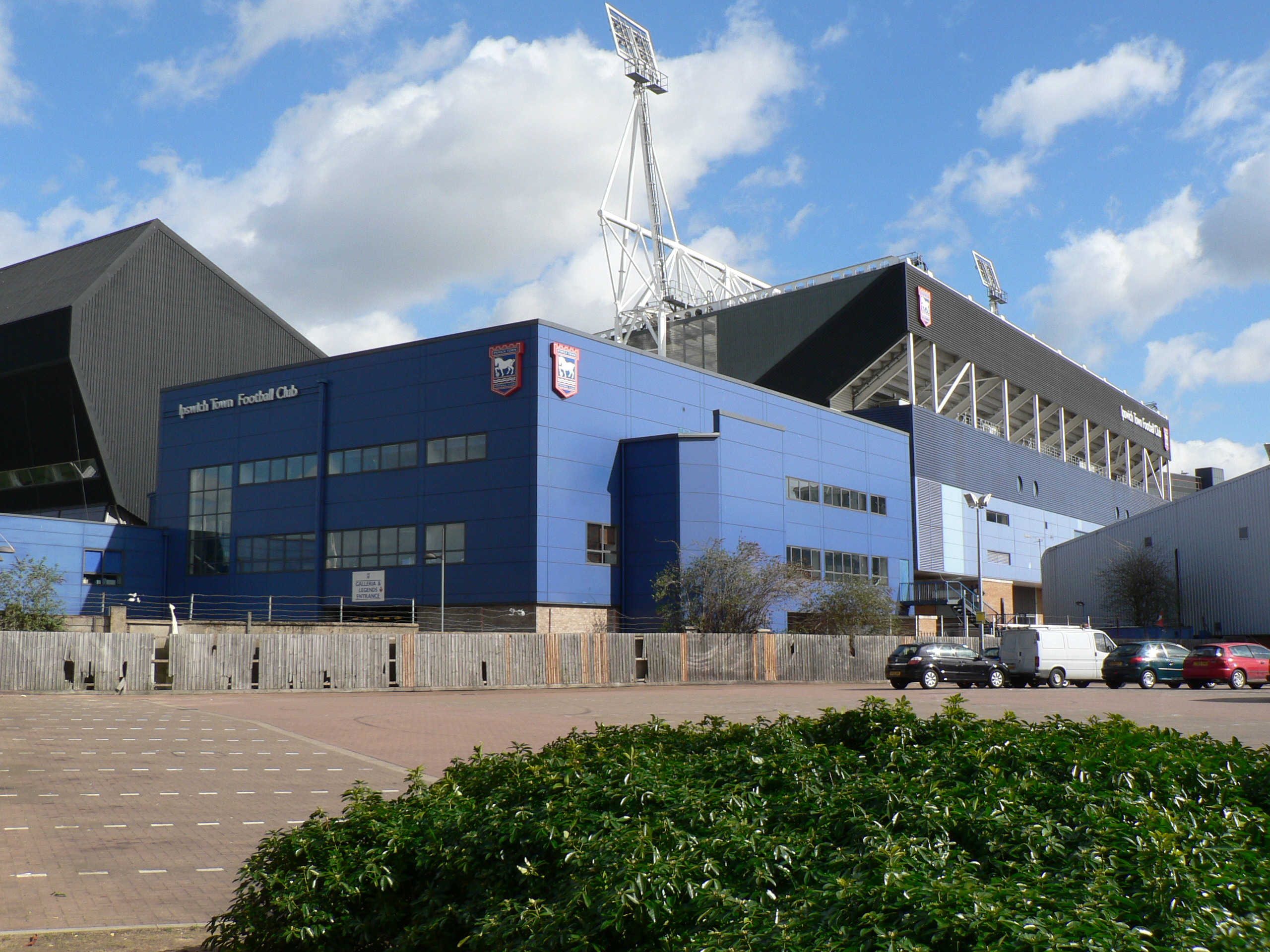
阿爾夫·藍西看台，前名南看台

1980年，西看台的木製長椅被塑料製座位取代。翌年，球會宣佈接受電子企業先鋒公司用以擴充看台的130萬英鎊贊助費，並將西看台命名為先鋒看台（Pioneer Stand），並在1983年重新開放。然而，由於建築看台需要資金，這意昧著球會要出售球員舒緩財政壓力，因而導致實力有所減弱。1989年，在希斯堡慘劇發生後，北看台的安全屏障被拆除，並且根據泰勒報告的建議，將南北原本的露天階梯看台，全部轉換成全座位式。隨著新贊助商不列顛尼亞建築協會與球會完成交易後，先鋒看台在1999年易名為不列顛尼亞看台，接著的一年，阿爾夫·藍西爵士的雕像樹立在樸文路與阿爾夫·藍西爵士路的拐角處。
2000年，葉士域治成功升班至英超，球會因而在基礎設施上投放更多資金，球會花費2,200萬英鎊改建南北兩個看台。南看台擴建成兩層式看台，使座位數增加4,000個。隨後，北看台在拆卸後改建成兩層式，進一步提供4,000個座位，使球場總座位數超過30,000。2001年，當地的格林王啤酒贊助南看台的更新工程，看台後來被命名為格林王看台，直至2009年合約結束為止，看台的名字改回原來的南看台。隨著前葉士域治領隊波比·笠臣在2009年逝世，球會宣佈北看台被命名為波比·笠臣爵士看台。9月26日，球會在主場對同樣是波比·笠臣的前球會紐卡素的賽事中場休息時宣佈這項消息。2012年3月31日，球場的南看台改名為阿爾夫·藍西看台，以紀念藍西50年前帶領葉士域治獲得首次頂級聯賽冠軍。同年7月10日，由於東英格蘭合作社成為葉士域治的贊助商之一，球會便將不列顛尼亞看台改名為東英格蘭合作看台。

## 建築與設施
球場內的四個看台：波比·笠臣爵士看台、科博爾德看台、阿爾夫·藍西看台和東英格蘭合作看台都是全座位式的。所有看台都是多層和有蓋頂的。
科博爾德看台的中間部分，前身是在1971年的球季休戰期間花了102天建成的樸文看台。兩層和有懸臂式上蓋的科博爾德看台是供客隊球迷觀看賽事的地方，每場賽事會有3,000個座位和家庭座位提供給客隊球迷。3,000個座位中包括一些行政包廂，以及主隊球迷的固定座位。阿爾夫·藍西看台是兩層式的，有7,000個座位，同時亦設有波比·笠臣爵士套房（Sir Bobby Robson Suite）和傳奇酒吧（Legends Bar）。球員從更衣室出去球場的隧道則在阿爾夫·藍西看台與東英格蘭合作看台之間的角落。
不列顛尼亞看台在1952年建成，最初座位只是由普通混凝土製成。看台在1990年改建成全座式，目前有三層式，由主隊球迷座位與一個額外的家庭區域組成。看台亦設有董事包廂、行政包廂及採訪區，後方是與球場一樣大的人工草皮球場，用以在主場賽事開始前讓主隊球迷使用。波比·笠臣爵士看台在2001年完成重建，有大約7,500個座位。兩層和有懸臂式上蓋的波比·笠臣爵士看台的下層傳統上只會給葉士域治的忠實支持者，下層與上層的座位都只是提供給成年人的。

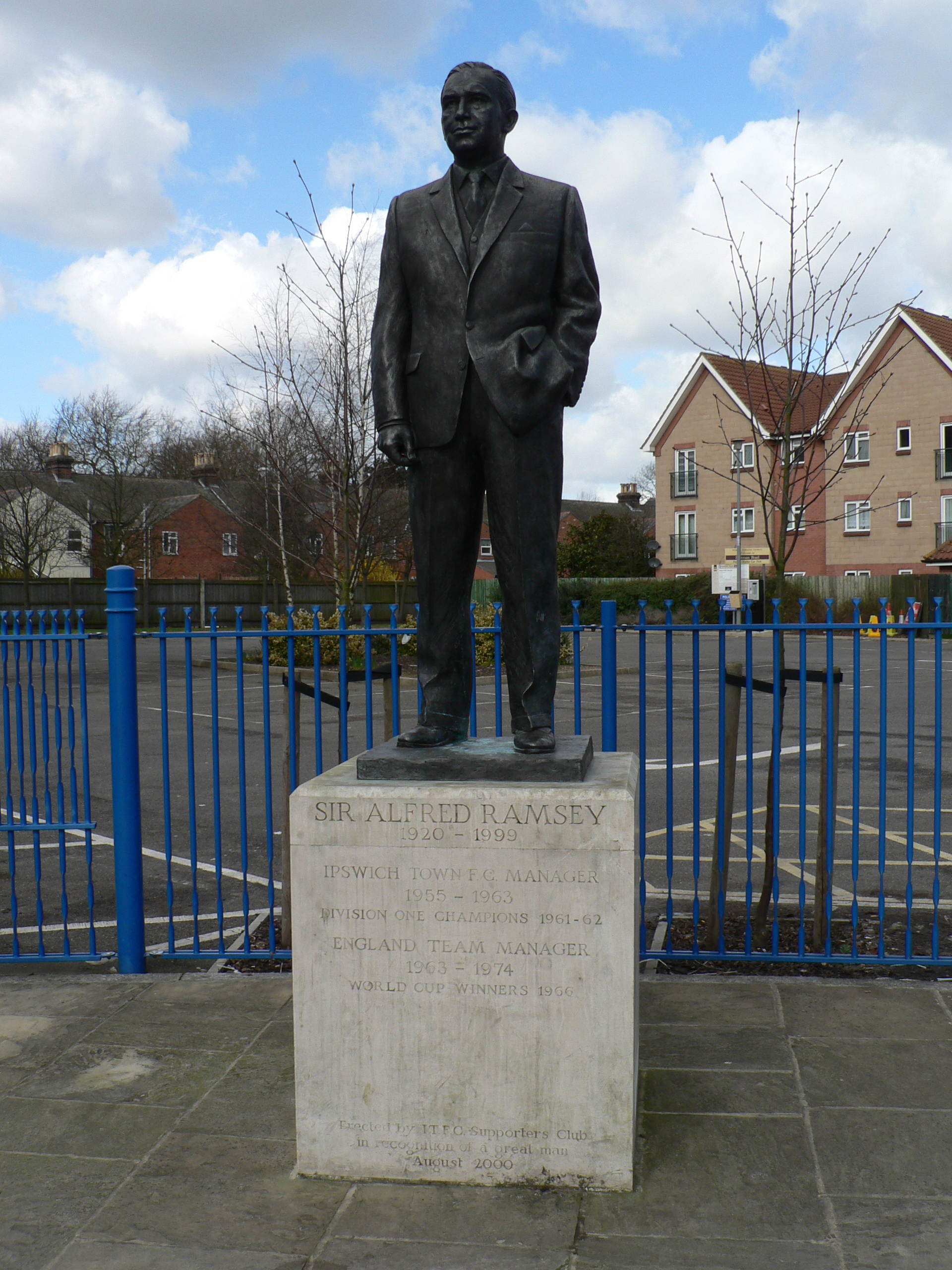
阿爾夫·藍西雕像

球場總共有9處指定給殘疾支持者的地方，分別在東英格蘭合作看台下層、阿爾夫·藍西看台和波比·笠臣爵士看台。球場總共提供300個座位給輪椅使用者和可走動的傷殘人士，以及他們的照顧者。球場的東英格蘭合作看台亦提供12個有獨立無線電耳機的座位讓視障人士可以通過當地的薩福克郡BBC電台收聽實況報導。
球場前任管理員艾倫·弗格森（Alan Ferguson）曾經獲得不少獎項，其中包括英超年度最佳場地管理員及英格蘭足球聯賽年度最佳場地管理員，樸文路球場亦曾在2004年和2005年連續兩年獲選為英冠最佳足球場。
樸文路球場外樹立了阿爾夫·藍西爵士和波比·笠臣爵士的雕像，兩位都是前葉士域治和英格蘭領隊。鄰近的樸文人行道在1999年被命名為阿爾夫·藍西爵士路。

## 其他用途

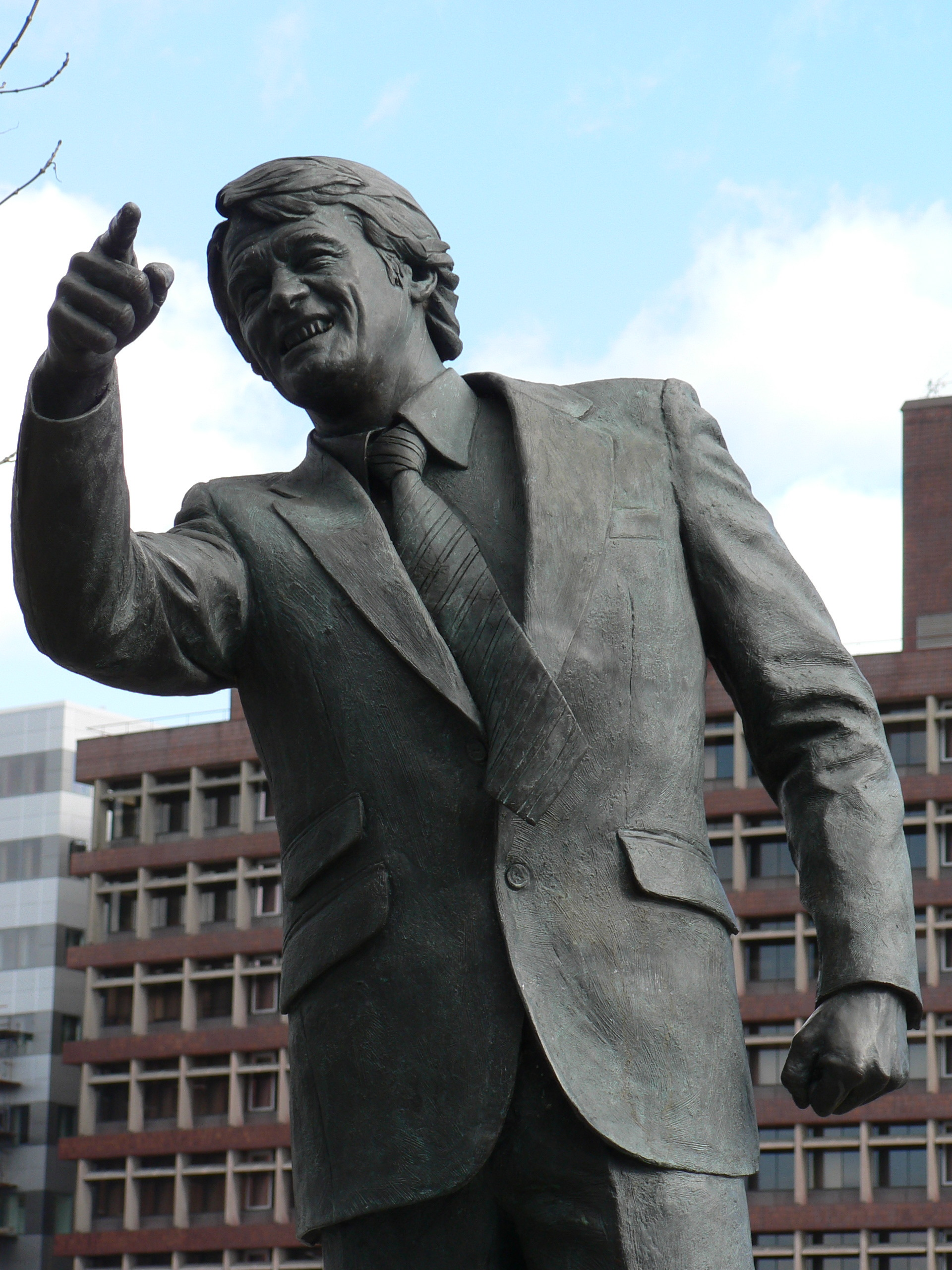
波比·笠臣雕像

2003年8月20日，在樸文路球場上演了首次亦是唯一一次國際級友賽，由英格蘭對克羅地亞，英格蘭隊在28,700名觀眾面前以3-1的比分擊敗對手。球場多次被英格蘭青年隊用來作賽，第一次是在1971年11月24日英格蘭U23以1-1戰平瑞士隊的賽事。最近期的是在2006年8月18日英格蘭U21對摩爾多瓦的歐洲U-21足球錦標賽外圍賽。此外，各種不同的運動亦曾在樸文路球場舉行，包括田徑（1927年）、美式足球（1953年）和數場曲棍球國際賽（1960-70年代）。
球場亦曾多次作為演唱會的舉辦場地，其中包括艾頓·約翰、R.E.M.、嗆辣紅椒、Pink、尼爾·戴門、蒂娜·透納、險峻海峽、美麗壞東西樂團和洛·史超域等歌手。
2005年，大約8,000名基督徒在球場出席聚會，這是自1984年以來，美國福音傳播者葛培理使用球場作為他英格蘭任務之旅（Mission England Tour）的一部分後，在薩福克郡的最大型基督教崇拜聚會。

## 紀錄

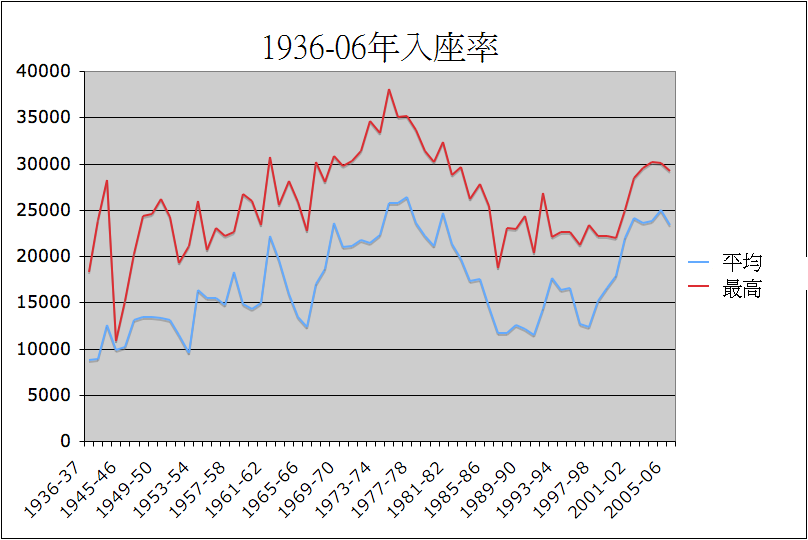
自葉士域治職業化後直至2006年的平均和最高入座率

1975年3月8日，在足總盃第六圈對列斯聯的賽事上，樸文路球場创下38,010人的最高入場人次；最低入場人次是2,858人，該場賽事是1939年2月1日於第三組別聯賽南部盃第二圈重賽對諾咸頓的賽事。全座式球場的最高入座人數則是30,152人，該場賽事是2003年12月21日於英冠對本土競爭對手諾域治的賽事。球場舉行歐洲賽的最高入座人數是33,663人，該場賽事是1977年10月23日對巴塞隆拿的賽事。球場舉行歐洲賽的最低入場人數則是13,440人，該場賽事是1979年10月3日對斯吉德奧斯陸的賽事。葉士域治在樸文路球場出戰歐洲賽事至今從未落敗過，40年來總計有31場，這個紀錄在2007年12月被阿爾克馬爾打破。

## 交通
樸文路球場距離伊普斯維奇火車站約有410米，該火車站位於大東部主線，大東部主線是由利物浦街車站來回諾域治的路線。球場並沒有提供泊車處，球場周圍的街道只供當區市民泊車，但是在離球場不遠的地方有憑票和泊車換車制的停車場。